# Arthur de Rothschild
El barón Arthur de Rothschild (Neuilly-sur-Seine, Sena, 25 de abril de 1851 – Monte Carlo, Mónaco, 10 de diciembre de 1903) fue un destacado filatelista, filántropo y coleccionista de arte miembro de la familia Rothschild.
Arthur era hijo de Nathaniel de Rothschild y Charlotte de Rothschild. Fue un destacado filatelista y publicó un libro sobre el tema. También coleccionaba tapices exclusivos. A su muerte donó valiosas obras de arte al Museo del Louvre. También estaba interesado en navegación a vela y siempre aportaba el dinero del premio para la America's Cup. Murió de un paro cardíaco en su sillón en Monte Carlo a la edad de 53 años.